# Volley-Ball Club Chamalières 2015-2016
Questa voce raccoglie le informazioni riguardanti il Volley-Ball Club Chamalières nelle competizioni ufficiali della stagione 2015-2016.

## Organigramma societario
Area direttiva
- Presidente: Mylène Toubani-Bardet
- Vicepresidente: Laurent Ledieu
- Segreteria generale: Audrey Mioche
- Consiglieri:

Area organizzativa
- Tesoriere: Peggy Piron
- Direttore sportivo: Atman Toubani
- Direttore amministrativo: Guillaume Bonneton

Area tecnica
- Allenatore: Atman Toubani
- Allenatore in seconda: Audrey Mioche
- Scout man: David Tauveron

Area comunicazione
- Responsabile comunicazione: Zuzana Lindovska, Allan Kinic, Damien Boussicut
- Fotografo: Bruno Courteix

## Rosa
| N° | Nome                    | Ruolo | Data di nascita   | Nazionalità sportiva |
| -- | ----------------------- | ----- | ----------------- | -------------------- |
| 2  | Everlyne Makuto         | S     | 25 agosto 1990    | Kenya                |
| 4  | Marie France Garreaudje | C     | 10 aprile 1992    | Francia              |
| 5  | Jane Wairimu            | P     | 24 marzo 1985     | Kenya                |
| 6  | Lucie Dekeukelaire      | L     | 26 maggio 1993    | Francia              |
| 7  | Christelle Tchoudjang   | S     | 7 luglio 1989     | Camerun              |
| 8  | Marine Kinna            | S     | 11 agosto 1989    | Francia              |
| 10 | Fawziya Abdoulkarim     | S     | 1º marzo 1989     | Camerun              |
| 12 | Brackcides Khadambi     | C     | 14 maggio 1984    | Kenya                |
| 13 | Mathilde Buvat          | P     | 27 marzo 1995     | Francia              |
| 14 | Esther Gatere           | S     | 22 novembre 1990  | Kenya                |
| 15 | Stephanie Fotso         | C     | 22 settembre 1987 | Camerun              |